# Thomisus bigibbosus
Thomisus bigibbosus là một loài nhện trong họ Thomisidae.
Loài này thuộc chi Thomisus. Thomisus bigibbosus được Eugen von Keyserling miêu tả năm 1881.